# المنتور
المنتور یک افزونه وردپرس متن باز است که به کاربران اجازه می دهد تا وب سایت هایی را با تکنیک کشیدن و رها کردن به صورت  واکنش گرا ایجاد و ویرایش کنند.  المنتور در دو نسخه رایگان و حرفه ای موجود است. المنتور حرفه ای دارای تنظیمات بیشتر برای شخصی سازی وب سایت و ابزار های بیشتری است. المنتور دارای بیش از ۵ میلیون نصب فعال است و به بیش از ۶۳ زبان از جمله زبان فارسی در دسترس است.

## تاریخچه توسعه المنتور
المنتور برای اولین بار در سال ۲۰۱۶ رونمایی شد و سریعا به عنوان یکی از پرکاربردترین و محبوب‌ترین افزونه‌های صفحه‌ساز وردپرس مطرح گردید. توسعه‌دهندگان این افزونه به طور مداوم در حال به‌روزرسانی و افزودن ویژگی‌های جدید به منظور بهبود تجربه کاربری هستند.

## ویژگی‌ها
نسخه رایگان المنتور شامل بیش از ۴۰ ابزارک رایگان پایه‌ای برای طراحی صفحات است، اما نسخه حرفه‌ای المنتور آن شامل امکانات گسترده‌تری مانند ابزارهای پیشرفته بازاریابی، ادغام با سرویس‌های ایمیل مارکتینگ، استفاده از هوش مصنوعی و قابلیت‌های طراحی پیچیده‌تر می‌باشد.

## تاثیر و استفاده
المنتور به ویژه برای کاربرانی که به دنبال راه‌حلی آسان برای طراحی وب‌سایت بدون نیاز به دانش برنامه‌نویسی هستند، مفید است. این افزونه به کاربران امکان می‌دهد تا با کشیدن و رها کردن المان‌ها، صفحات وب‌سایت خود را به راحتی طراحی کنند.

## پشتیبانی و جامعه کاربری
جامعه کاربری المنتور شامل توسعه‌دهندگان وب، طراحان، و صاحبان کسب‌وکار است که از طریق انجمن‌ها، وبلاگ‌ها، و دوره‌های آموزشی به یکدیگر کمک می‌کنند. همچنین، المنتور پشتیبانی گسترده‌ای از سوی تیم توسعه‌دهنده خود ارائه می‌دهد.

## قالب هلو المنتور
قالب Hello Elementor یک قالب سبک و مینیمال برای وردپرس است که به‌طور خاص برای سازگاری کامل با صفحه‌ساز Elementor طراحی شده است. این قالب، یکی از سریع‌ترین و کم‌حجم‌ترین گزینه‌های موجود برای طراحی سایت وردپرسی است و کاملا رایگان ارائه می‌شود.